# Densuș
Densuș (pronunciado |Densus| es un municipio del distrito de Hunedoara, Rumanía, y el lugar donde se ubica la Iglesia de San Nicolás, que se encuentra en trámites para se reconocida como Patrimonio de la Humanidad por la UNESCO. Componen el municipio siete localidades: Criva, Densuș, Hățăgel (Hacazsel), Peșteana (Nagypestény), Peștenița (Kispestény), Poieni (Pojény) and Ștei (Stejvaspatak). Densuș fue propiedad de la familia noble Demsușan Mugina que posteriormente adaptó su nombre al húngaro como Demsusi Muzsina. Uno de los descendientes de esta familia, Elisabeta de Margina, se casó con el famoso Ioan Corvin, más conocido como Juan Hunyadi o Juan de Hunedoara.
A Densuș también se le conoce con los nombres de Demsuș, Demșuș, Dimșuș y Dănsuș.

## Ubicación

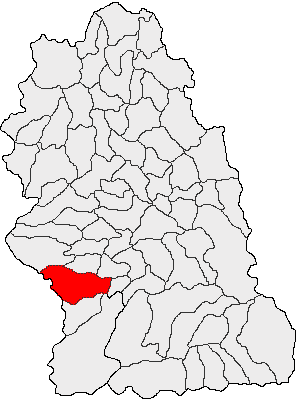
Ubicación de Densuș en el distrito de Hunedoara

Densuș está en las estribaciones de los montes Poiana Ruscă al sudoeste de Transilvania en Hategului, al norte de las montañas de Retezat, a 4 km del Galbena, un afluente del río Râul Mare y a unos 20 kilómetros al oeste de la ciudad de Hațeg.

## Historia
El lugar de Densuș, una antigua población sujeta a servidumbre, aparece citado por primera vez en 1360. En la zona se han descrito asentamientos, basados en hallazgos arqueológicos, que se remontan a la Edad de Bronce tardía (informe de M. Roska). Las piezas halladas se pueden ver en el Museo de Deva.

## Población
Los habitantes se dedican principalmente a la ganadería, agricultura, transformación de la madera y fruticultura. Tienen un traje típico propio. Según la información conocida, en 1784-1787 Densuș tenía 670 habitantes. La mayoría eran campesinos sin tierra y siervos que servían a once nobles. Según el censo de 1850 en la zona del actual municipio vivían 2770 personas, de los que 2343 eran rumanos, 190 húngaros, 40 alemanes (de los cuales 29 vivían en el pueblo de Hățăgel) y 197 de varias nacionalidades. La mayor población se alcanzó en 1900, con 3700 habitantes (3443 rumanos y 218 húngaros). En 2002 vivían en el municipio 1774 personas, casi en su totalidad rumanos.

## Patrimonio arquitectónico y natural
Iglesia Ortodoxa de San NicolásEs la iglesia en piedra con culto más antigua de Rumania. Se erigió en la primera mitad del siglo XIII sobre las ruinas de otra anterior, probablemente del s IV. Se ubica sobre una pequeña elevación del terreno en medio de un cementerio rodeado de frutales, en la margen izquierda del río Galbena, cerca de una calzada romana. Está construida con las piedras del anfiteatro romano de Ulpia Traiana Sarmizegetusa., la capital que Trajano levantó en la Dacia. Las columnas que la sostienen están hechas de las piedras funerarios de los generales de Trajano. Así, entre sus piedras se pueden encontrar inscripciones epigráficas y partes de estatuas. La planta es cuadrada (6x6 m) y el tejado es de losas. La torre, a modo de cimborrio, sale del centro del tejado y termina en forma de pirámide. Dentro de la nave se aprecia cómo la torre se apoya sobre cuatro columnas. Debajo está el altar que es semicircular. En la primera planta de la torre hay un escondite accesible desde el exterior. En los siglos XIV y XV se construyeron, en el este del edificio un ábside semicircular y en el ala sur varias estancias auxiliares (hoy sin techumbre). Las pinturas murales datan de 1443 y fueron pintados por el Maestro Stefan. La iglesia se restauró entre 1961 y 1963. En 2005 se concluyeron más trabajos de restauración. Es un edificio con protección especial.
Iglesia ortodoxa del Profeta Elías (Sf. Proroc Ilie en rumano)Es una de las más antiguas en piedra de Rumania (erigida a finales del siglo XIV y principios del XV). Se reformó entre finales del siglo XVI y principios del XVII.
Antigua casa de Alexe BreasovaySe levantó en el siglo XVIII. Es la actual Oficina del Departamento de Protección de la Infancia. Tiene una figura de protección especial.
Pantano de Peșteana (Mlaştina de la Peșteana en rumano)Reserva natural de aproximadamente dos hectáreas.

## Imágenes de la Iglesia de San Nicolás de Densuș

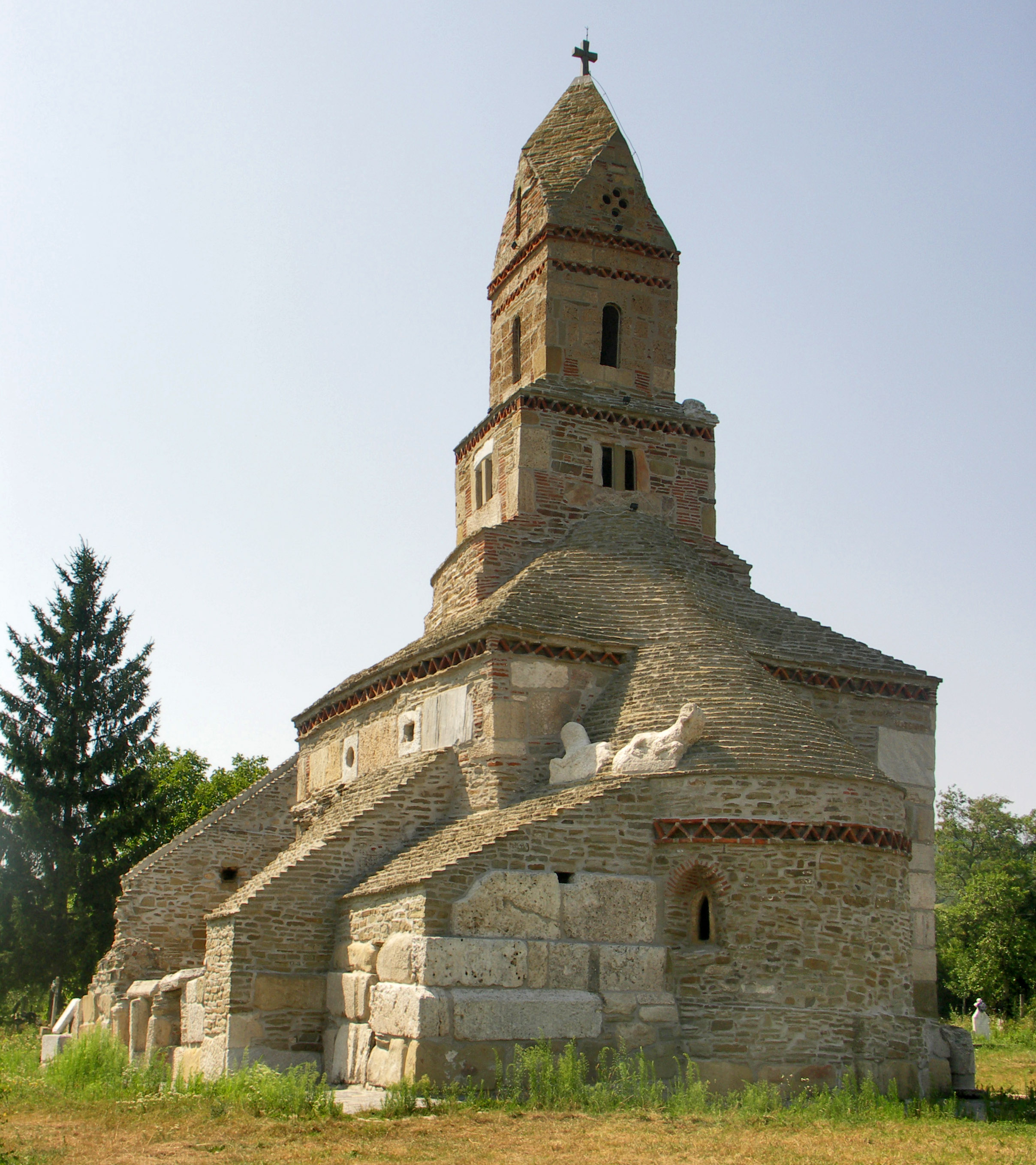
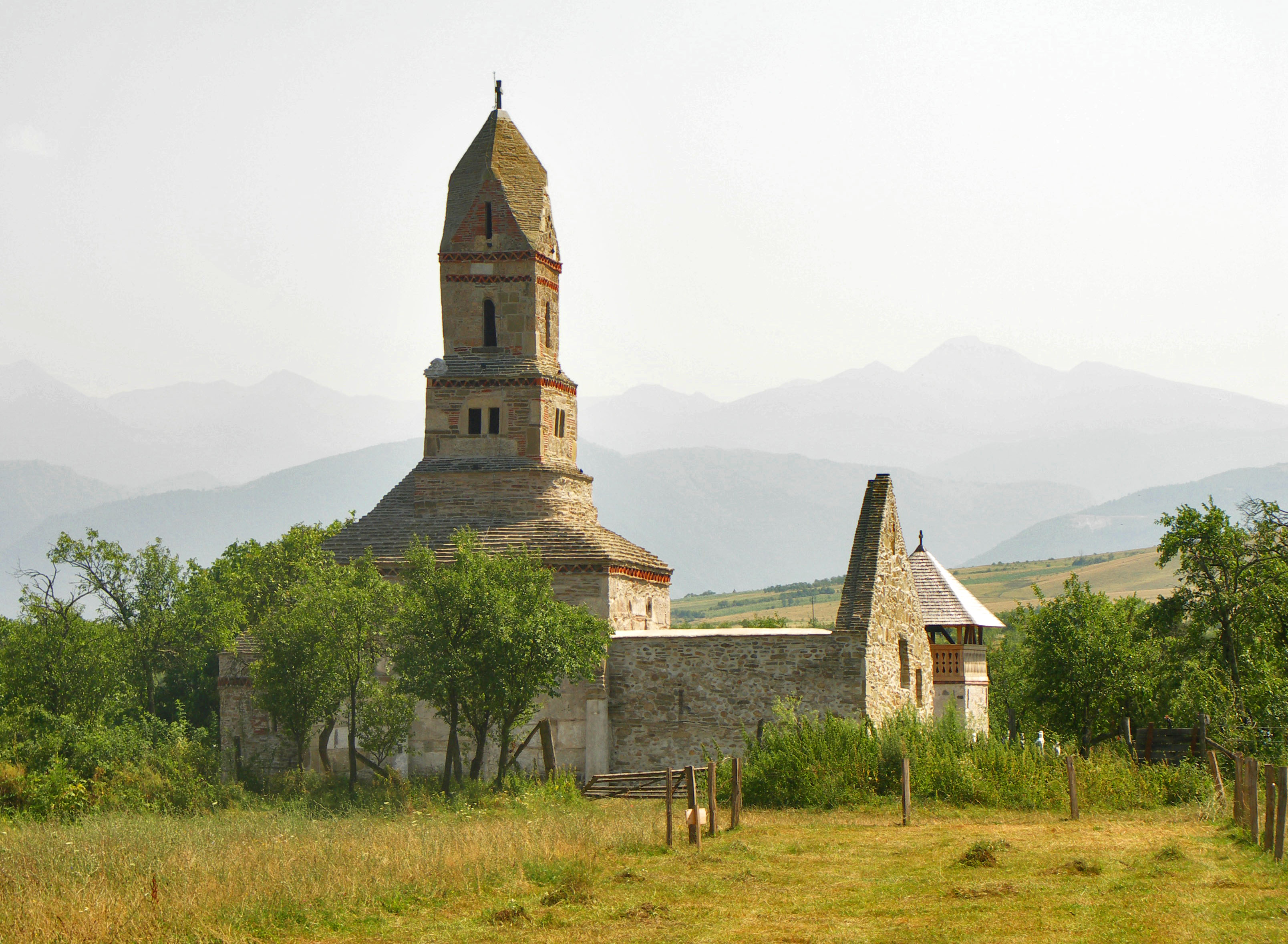
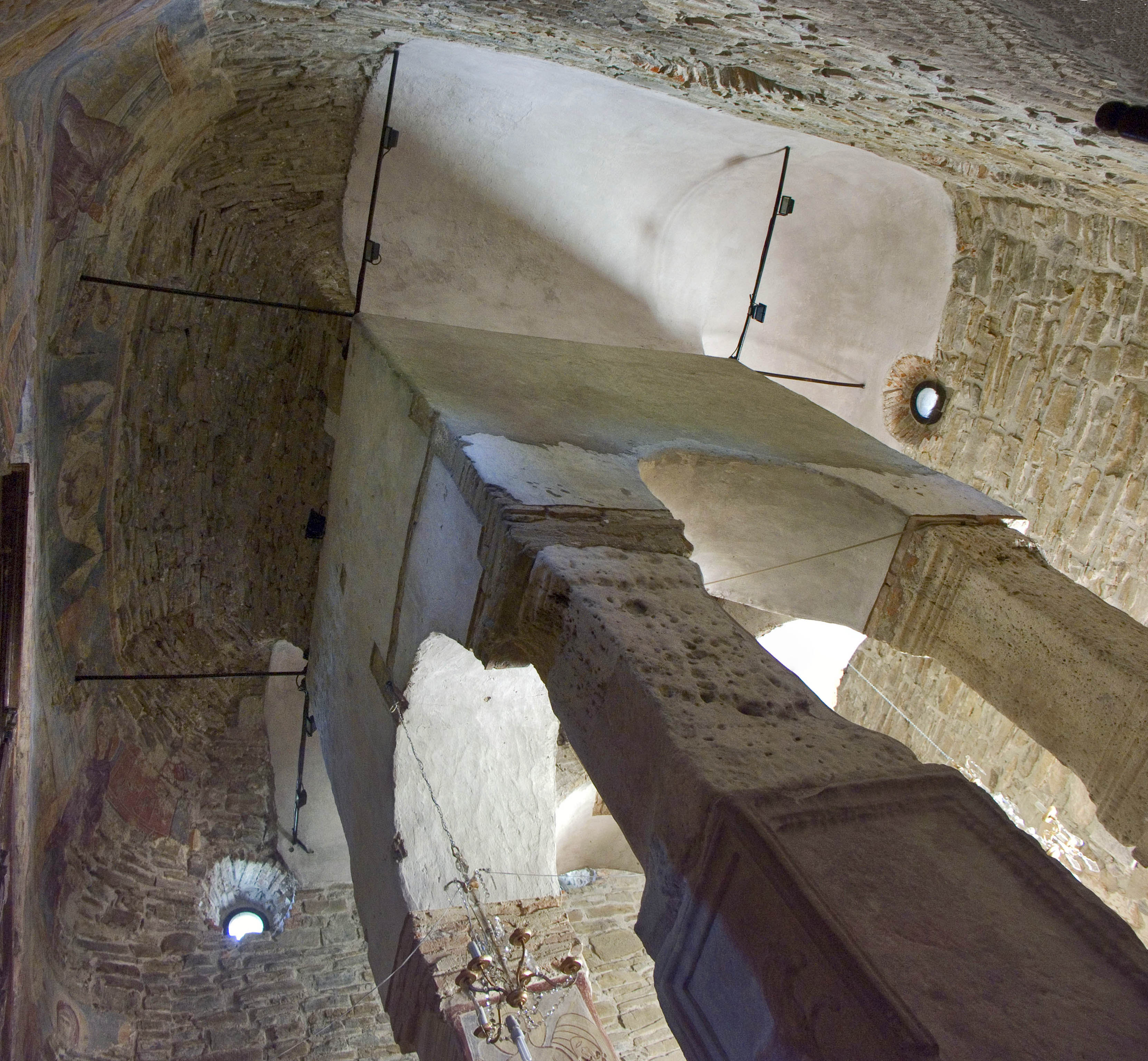
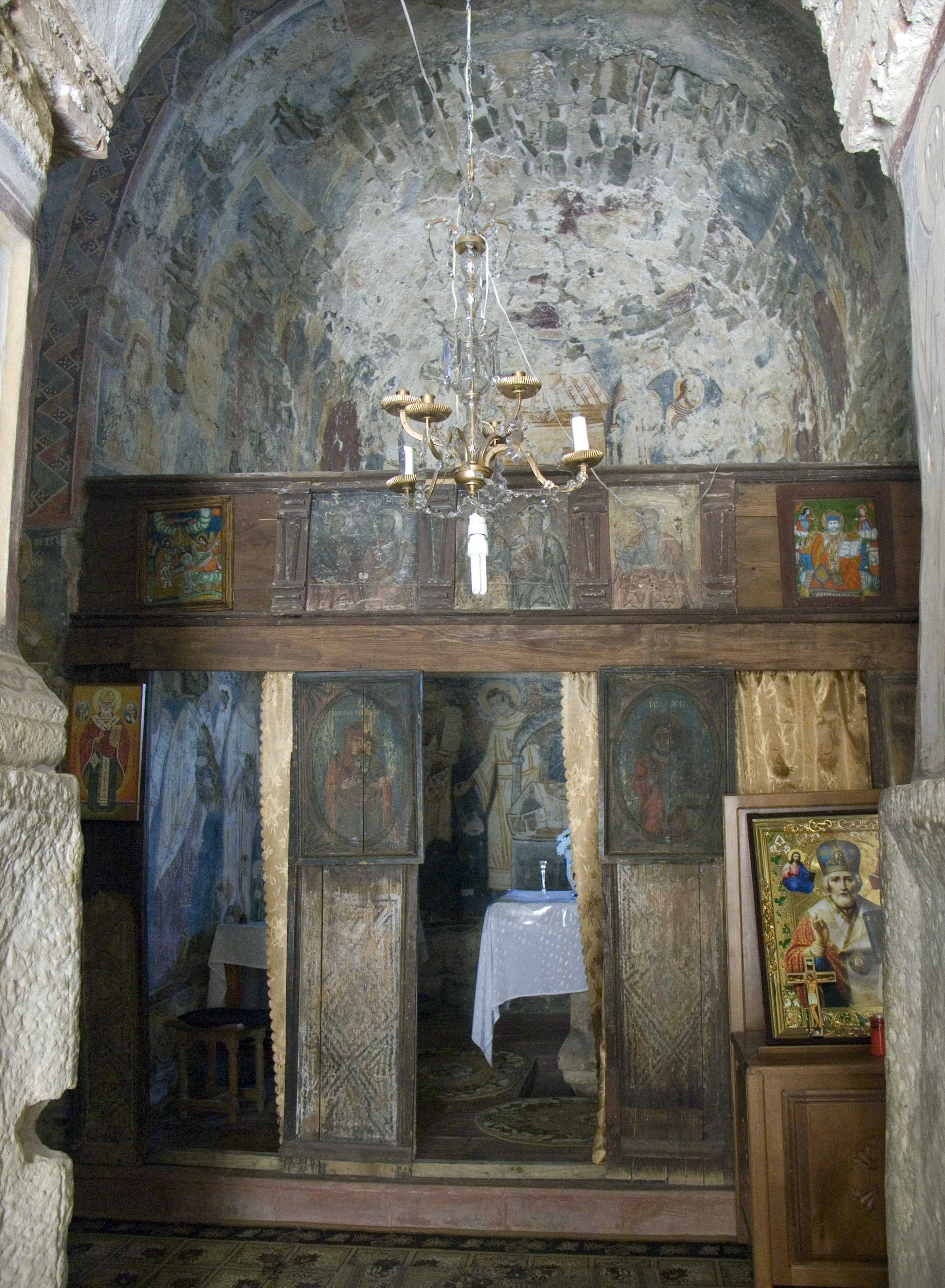
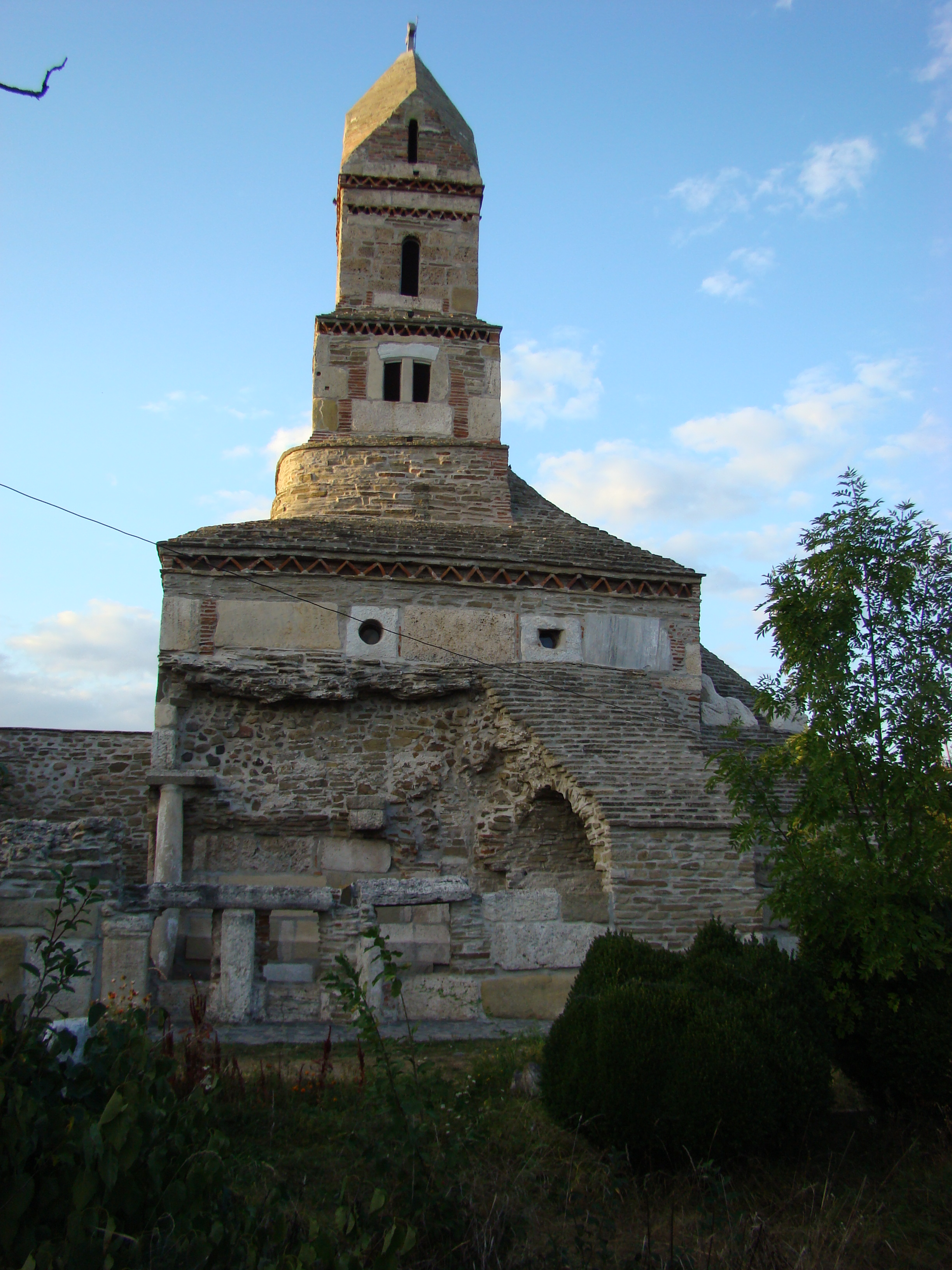

## Personas notables
- Nicolae Densușianu (1846–1911). Nacido en Densuș,[4] fue historiador y folclorista. En 1880 fue nombrado miembro de la Academia Rumana. En el año 2002 se colocó un busto suyo junto a la iglesia de Densuș.[10]
- Ovid Densușianu (1873–1938).  Nacido en Densuș,[4] fue un lingüista, folclorista e historiador de literatura. En 1918 fue nombrado miembro de la Academia Rumana. Tiene un busto dedicado en Densuș.[11]

## Densuș en la literatura
- Circo Máximo. Santiago Posteguillo. Ed. Planeta. 2013